# Karahna
Karahna fou una ciutat del sud-est de Hattusa, a la Terra Alta Hitita, conquerida pels kashkes de la ciutat hegemònica de Pishuru vers el 1300 aC. Correspon a la ciutat turca de Sulusaray.